# 弗龙泰拉斯
弗龙泰拉斯（葡萄牙語：Fronteiras）是巴西皮奥伊州的一个市镇。总面积789.828平方公里，总人口11146人，人口密度14.1人/平方公里。